# 高塘岭街道
高塘岭街道，隶属于湖南省长沙市望城区，位于望城区中部，处湘江下游、洞庭湖平原南缘，距长沙主城区约20公里，为望城区政府所在地。距长沙市委、市政府仅16公里，是望城区政治、经济、文化中心。
2015年，新康乡和高塘岭街道合并为高塘岭街道。合并后，辖区总面积69平方公里，总人口约9万，辖11个村、10个社区，街道办事处驻地设原高塘岭街道办事处驻地。

## 历史
今高塘岭镇地域，1951年分属龙潭乡、清安乡。1958年属谷山公社。1961年析建高唐岭公社。1979年1月自高塘岭公社划出胜利、高塘二大队建“城关镇”。1984年高塘岭公社改为高塘岭乡。1984年5月撤高塘岭公社并入城关镇。1995年6月，撤区并乡镇时“城关镇”更名“高塘岭镇”。
2012年7月20日，长沙市望城区乡镇行政区划做出调整，撤销高塘岭镇设立高塘岭街道。以原高塘岭镇的行政区域为高塘岭街道的管辖区域，高塘岭街道辖9个社区居委会、4个建制村，总面积42.61平方公里，总人口9.89万人，办事处驻郭亮北路107号（原高塘岭镇人民政府驻地）。
2012年8月28日，长沙市望城区进一步调整高塘岭、星城、丁字、黄金4个街道行政区划，把4个街道拆分为10个街道，其中高塘岭街道拆分为高塘岭、喻家坡2个街道。高塘岭街道共下辖7个社区居委会，2个建制村，总面积21.47平方公里。
2015年，长沙市望城区进行乡镇区划调整，将新康乡和高塘岭街道成建制合并设立高塘岭街道。

## 行政區劃
2002年，高塘岭镇辖5个社区、10个村，195个村民小组、21居民小组，共计26013户。总人口58249人，其中非农业人口35280人。
- 社区：高塘岭社区、西塘街社区、雷锋路社区、旺旺路社区和白芙塘社区
- 村：高冲村、滂塘村、朱家冲村、喻家坡村、仁和村、莲湖村、小湖村、裕农村、高塘村和胜利村

2015年，高塘岭街道辖胜利、裕农、长联、新阳、六合围、兴旺、月圆、湘江、新河、谭家湖、合益11个建制村，高塘岭、西塘街、雷锋路、高塘、白芙塘、莲湖、航运、斑马湖、望府路、新康集镇10个社区，总面积69平方千米，总人口约7.7万人，办事处驻高塘岭社区。
高塘岭街道现辖：
高塘岭社区、西塘街社区、雷锋路社区、旺旺路社区、白芙塘社区、高塘社区、仁和社区、喻家坡社区、莲湖社区、胜利村、原佳村、高冲村和裕农村。